# هيروتو مياوتشي
هيروتو مياوتشي (باليابانية: 宮内 寛斗) (23 يناير 1998 في كاناغاوا في اليابان – )؛ هو لاعب كرة قدم ياباني سابق كان يلعب كمهاجم.

## وصلات خارجية
- هيروتو مياوتشي على موقع رابطة كرة القدم اليابانية للمحترفين (اليابانية)
- هيروتو مياوتشي على موقع Soccerway.com (الإنجليزية)